# ثلاثه دوائر
ثلاثه دوائر (به عربی: ثلاثة الدوائر) یک شهرداری در الجزایر است که در استان مدیه واقع شده‌است.